# La Vie à l'envers (film, 1964)
Pour les articles homonymes, voir La Vie à l'envers.
La Vie à l'envers est un film français réalisé par Alain Jessua et sorti en 1964.

## Synopsis
Jacques Valin, employé dans une agence immobilière de Montmartre, mène une vie sans problème en compagnie de son amie cover-girl. Il décide de l'épouser sur un coup de tête. Incapable de supporter les invités de la noce, dont ses patrons, il quitte le restaurant et déambule dans Paris avec sa femme, ce qui lui vaut de perdre son emploi.
Coupé de la routine, il s'enferme dans la solitude et plonge peu à peu dans une folie heureuse.

## Fiche technique
- Titre : La Vie à l'envers
- Réalisation : Alain Jessua
- Assistant réalisateur : Christian de Chalonge
- Scénario : Alain Jessua
- Photographie : Jacques Robin
- Son : Jean-Claude Marchetti
- Décors : Olivier Girard
- Montage : Nicole Marko
- Musique : Jacques Loussier
- Société de production : A. J. Films
- Pays d'origine : France
- Tournage : du 12 août au 28 octobre 1963
- Genre : Comédie dramatique
- Durée : 92 minutes
- Date de sortie : 24 juin 1964

## Distribution
- Charles Denner : Jacques Valin
- Anna Gaylor : Viviane
- Guy Saint-Jean : Fernand
- Nicole Gueden : Nicole
- Jean Yanne : Kerbel
- Yvonne Clech : Mme Kerbel
- Robert Bousquet : Paul
- André Thorent : le médecin
- Nane Germon : la mère de Jacques
- Jenny Orléans : la concierge
- Jean Dewever : le maire

## Distinctions
- Prix de la première œuvre à la Mostra de Venise en 1964

## Autour du film
- Martin Scorsese a affirmé que ce film a été l'une de ses plus grandes sources d'inspiration[réf. nécessaire]

### Revue de presse
- Claude Miller, « La Vie à l'envers», Téléciné, no 117, Paris, Fédération des Loisirs et Culture Cinématographique (FLECC), octobre-novembre 1964,  (ISSN 0049-3287)